# Fluda nigritarsis
Fluda nigritarsis là một loài nhện trong họ Salticidae.
Loài này thuộc chi Fluda. Fluda nigritarsis được Eugène Simon miêu tả năm 1900.